# Addai II.
Mar Addai II., syrisch-aramäisch:ܡܪܝ ܐܕܝ Shleemin Gheevargese, (* 6. Januar 1948 in Mossul, Irak; † 11. Februar 2022 in Bagdad, Irak) war der Katholikos-Patriarch der „Alten Apostolischen und Katholischen Kirche des Ostens“.
Er war Angehöriger des Stammes von Unter-Tyari ohne vererbbares Bischofsamt. Durch Mar Thomas Darmo wurde er am 15. September 1968 zum Diakon, am 21. September zum Priester und am 22. September, als erster seines Stammes, zum Bischof und zum Metropoliten von Bagdad geweiht. Als solcher beteiligte er sich an der Bestellung von Darmo zum Gegenpatriarchen von Mar Shimun XXIII. Nach Darmos Tod (7. September 1969) wählten ihn im Februar 1970 fünf Bischöfe zum Nachfolger. Zum Patriarchen ordiniert wurde er, mit politisch bedingter Verzögerung, am 20. Februar 1972.
Zu seiner Jurisdiktion zählten vier Diözesen im Nahen Osten sowie drei in Europa, Nordamerika und Australien mit geschätzt insgesamt 100.000 Gläubigen.
In Mar Dinkha IV. hatte er einen Gegenpatriarchen in den USA.